# Mirjana Pović
Mirjana Pović (Pančevo, Serbia, 8 de agosto de 1981) es una astrofísica serbia.

## Biografía
Mirjana Pović serbia de nacimiento, ha desarrollado su carrera investigadora principalmente en Europa (en Tenerife y Granada), al tiempo que buscaba el modo de aplicar sus conocimientos en África, un continente por el que siente fascinación.
En el último año de carrera, en 2004 obtuvo una beca de verano del Institute of Computational Cosmology de la Universidad de Durham en el Reino Unido. Actualmente es profesora asistente en el Entoto Observatory and Research Centre (Etiopía).
Desde 2012 participa también en el proyecto NASE (Network for Astronomy School Education) en África. En 2005 obtuvo una beca para hacer el doctorado en la Universidad de La Laguna, dentro del Instituto de Astrofísica de Canarias, donde trabajó con los mejores datos de rayos-X de los que se disponía en aquel momento, procedentes de las misiones espaciales XMM-Newton y Chandra. La selección de una muestra grande de galaxias activas le permitió llevar a cabo un estudio del universo más lejano, en el cual las propiedades de los núcleos activos se compararon con las propiedades ópticas de sus galaxias anfitrionas. Su tesis englobada en el campo de galaxias activas se tituló 'Estudio de la población de núcleos activos de galaxias en cartografiados profundos'. En 2010 realizó investigación posdoctoral en la Universidad de KwaZulu-Natal en Sudáfrica y en 2011 en el Instituto de Astrofísica de Andalucía (IAA-CSIC) del Programa “Junta para la Ampliación de Estudios” (JAEDoc) del CSIC. Allí tiene la oportunidad de participar en el desarrollo del primer centro en todo el este de África para la investigación en astronomía, ciencias espaciales, tecnología de satélites, y geodesia. Su objetivo es aprovechar el conocimiento y la experiencia adquirida hasta ahora, y aplicarlo ahí donde las necesidades son mucho más grandes. Aparte de su investigación científica en astrofísica, el África Subsahariana ha sido siempre para ella una fuente inagotable de inspiración, curiosidad, aprendizaje, y también indignación.
A lo largo de últimos años ha trabajado y colaborado a en proyectos de investigación y educación de niñas y niños de la calle en Tanzania, Ruanda, Sudáfrica, Etiopía, Kenia, Uganda, y Ghana. Desde 2012 participa también en el proyecto NASE (Network for Astronomy School Education) en África. En este proyecto se trabaja con maestros de las escuelas secundarias para mejorar su formación en física y astronomía. Se desarrollan talleres prácticos en los que se usan materiales reciclados o baratos para construir experimentos que muestran distintas leyes físicas y astrofísicas. En concreto, se han realizado varios cursos en Ghana y Kenia. Desde enero de 2016 es la coordinadora de NASE para los países Africanos.

## Investigación y experiencia enAstrofísica
Su investigación principal se desarrolla en el campo de la astronomía extragaláctica y en particular en la formación y evolución de galaxias, actividad nuclear en galaxias, propiedades morfológicas y clasificación de galaxias, formación de estrellas en galaxias, cúmulos de galaxias. En el marco de varias colaboraciones y la participación en distintos proyectos postdoctorales tuvo la posibilidad de trabajar también con las muestras de galaxias del universo cercano, de utilizar datos en distintas longitudes de onda (de rayos-X hasta el infrarrojo), y de aprender el uso de datos fotométricos y espectroscópicos.
Una parte importante de su trabajo está relacionada con la clasificación morfológica de galaxias activas y el estudio morfológico de galaxias en los grandes cartografiados como ALHAMBRA, así como el análisis de métodos de clasificación morfológica. En los grandes cartografiados del universo, la clasificación morfológica es fundamental para cualquier tipo de análisis estadístico. Tanto los referidos a las propiedades de galaxias normales y anfitrionas de núcleos activos, como los de estructuras a gran escala y la formación y evolución de galaxias en general como GLACE, SAFIR, OTELO, MIGHTEE. Sus investigaciones le han permitido publicar una cincuentena de artículos en revistas internacionales y de un número parecido de contribuciones en congresos, nacionales e internacionales.

## Experiencia en otros campos
Mirjana Pović también desarrolla desde hace más de quince años una importante actividad en la lucha por los derechos humanos en campos como la educación, migraciones, prostitución y exclusión social en general, a través de la docencia, la investigación, mediante la publicación de informes y la denuncia pública de las violaciones de los derechos humanos. Ha trabajado como voluntaria en Serbia, Tanzania, Ghana, Sudáfrica, Ruanda y en España, donde es socia de la APDHA (Asociación Pro-Derechos Humanos de Andalucía).
Desarrolla desde hace más de 15 años activismo en Derechos humanos Humanos en el campos de la educación, migraciones, `prostitución, denuncias de violaciones de derechos humanos, etc. En 2013 se asoció a AMIT, que conoció a través de sus compañeras Josefa Masegosa Gallego e Isabel Márquez Pérez del nodo de AMIT en Andalucía. Sobre la asociación y la lucha para llegar a una igualdad de oportunidades en la investigación siendo mujeres comenta: "Para mejorar en este sentido en general, y en el campo de ciencia en concreto, veo el trabajo de AMIT imprescindible. El aprendizaje que AMIT me ha dado en los últimos tres años ha sido muy valioso para mí. En los próximos años espero poder utilizarlo para apoyar el trabajo de mujeres africanas científicas y tecnólogas y participar más en proyectos de educación y de empoderamiento de niñas y mujeres en África Subsahariana.’